# Thagria wallacei
Thagria wallacei är en insektsart som beskrevs av Nielson 1977. Thagria wallacei ingår i släktet Thagria och familjen dvärgstritar. Inga underarter finns listade i Catalogue of Life.